# Marija (majka Isusova)
Marija (aram. מרים Maryām "gorka"; arap. مريم (Maryam); grč. Μαριαμ, Mariam, Μαρια, Maria) bila je majka Isusova. Majka Božja (lat. Mater Dei), Sveta Marija (lat. Sancta Maria), Blažena Djevica Marija (lat. Beata Virgo Maria), Bogorodica, Marija vazda djevica (aeiparthenos) i Presveta Djevica Marija tradicijski su nazivi kojima se koriste katolici i pravoslavci u opisivanju Marije. U nekim je hrvatskim krajevima nazivaju Gospom.
Prema evanđeljima, živjela je u Nazaretu u pokrajini Galileji. Na aramejskom, njenom materinjem jeziku, zvala se Mirjam. Bila je pobožna Židovka, obećana Josipu u trenutku Navještenja, koja je rodila Isusa i s Josipom ga odgajala. U svim evanđeoskim tekstovima, Marija je u prvom redu Isusova majka. To je njezina uloga u povijesti spasenja.
U kršćanskom učenju, mariologiji, o Mariji postoje četiri dogme: ona je bezgrješno začeta, vazda-djevica koja je po Duhu Svetome začela Isusa, i rodila ga kao Sina Božjega – po čemu je Majka Božja (Bogorodica) te je dušom i tijelom uznesena na nebo.  Marija je, prema nauku Katoličke Crkve, Majka Crkve (Mater Ecclesiae), Kraljica neba i zemlje (lat. Regina caeli et terrae), Kraljica mira i niz naslova kojima se časti u Lauretanskim litanijama. Tijekom stoljeća, razvile su se mnoge marijanske pobožnosti, posvećena su joj svetišta, molitve i pjesme. Vjeruje se u njezina ukazanja, primjerice u Lourdesu (Gospa Lurdska) i Fátimi (Gospa Fatimska), i poruke koje je preko vidioca slala ljudima.  
U islamu, Marija je jedina žena kojoj je u Kuranu posvećeno cijelo poglavlje, opisano je njezino djetinjstvo i Blagovijest. Ona je djevica, majka proroka Isusa (Isa), ali joj se, kao ni njemu, ne pripisuju božanske osobine.  
Protestanti su slavljenje Marije u početcima reformacije smatrali vidom idolopoklonstva, priznajući je kao onu koja je primila milost Božju i koja može biti uzor, no teološki je većina denominacija službeno ne prihvaća kao posrednicu prema Bogu te se ne nalazi dovoljno dokaza o njezinom bezgrešnom začeću i tjelesnom uznesenju.

## Marijin život
U Novom zavjetu piše malo o Marijinom ranom životu. U Bibliji se ne navode imena njenih roditelja. Iz drugih izvora i tradicije, zna se da se oni zovu Joakim i Ana. Po predaji, dugo nisu mogli imati djece, molili su se Bogu i Ana je rodila Mariju u poodmakloj dobi. Katolici vjeruju da je Bog unaprijed izabrao Mariju da bude Bogorodica i da je Marija od prvog trenutka svoga postojanja bila slobodna od istočnog grijeha te bilo kojeg osobnog grijeha, jer je od Boga dobila posebne milosti. U trećoj godini roditelji su je prikazali Gospodinu. Marija je bila rođakinja Elizabete, žene židovskog svećenika Zaharije iz razreda Abijina (Lk 1,5). Oni dvoje su roditelji Ivana Krstitelja, Isusovog preteče. Marija je živjela s roditeljima u Nazaretu u Galileji. Upoznala se s Josipom iz Nazareta, koji je bio kraljevskog roda, potomak kralja Davida, ali je bio siromašan tesar, pravedan i pošten mladić. Sklopili su zaruke. Prije svadbe živjeli su odvojeno i u to vrijeme, Bog je poslao anđela Gabrijela Mariji u Nazaret. Anđeo je pozdravi riječima: "Zdravo, milosti puna! Gospodin s tobom! (Lk 1,28)" Marija je zbunjeno razmišljala kakav je to pozdrav. Anđeo je nastavio i prenio joj poruku: "Evo, začet ćeš i roditi sina i nadjenut ćeš mu ime Isus. On će biti velik i zvat će se Sin Svevišnjega. Njemu će Gospodin Bog dati prijestolje Davida, oca njegova, i kraljevat će nad domom Jakovljevim uvijeke i njegovu kraljevstvu neće biti kraja. (Lk 1,32-33)" Marija je pitala anđela: "Kako će to biti kad ja muža ne poznajem? (Lk 1,34)" Gabrijel joj je objasnio da će začeti po Duhu Svetome i dao joj primjer njene rođakinje Elizabete, koju su smatrali neplodnom pa je Božjom pomoći začela sina u dubokoj starosti. Marija je povjerovala i pristala: "Evo službenice Gospodnje, neka mi bude po tvojoj riječi! (Lk 1,38)" Tada je Marija začela Isusa. Bog je želio njezin slobodan pristanak. 
Marija je pohodila rođakinju Elizabetu, koja je bila trudna (Lk 1,39). Pri susretu Elizabete i Marije, Elizabeti je zaigralo dijete u utrobi. Tako je to bio i susret njihovih sinova –  Isusa i Ivana Krstitelja. Elizabeta naduhnuta Duhom Svetim povikne: "Blagoslovljena ti među ženama i blagoslovljen plod utrobe tvoje! (Lk 1,42)". Hvalila je Mariju jer je povjerovala. Nakon toga, Marija je izrekla hvalospjev Bogu: "Veliča duša moja Gospodina, klikće duh moj u Bogu, mome Spasitelju, što pogleda na neznatnost službenice svoje: odsad će me, evo, svi naraštaji zvati blaženom... (Lk 1,46-55)". Marija je pomagala Elizabeti, a nakon tri mjeseca vratila se kući. Josip je tada primijetio da je Marija trudna. Našao se u velikoj tjeskobi. Marija je šutjela i nije objasnila što se dogodilo. U to vrijeme, za nevjeru neki su bili i kamenovani. Josip je odlučio da će potajno napustiti Mariju i povući se, nije želio da Mariju kazne i osramote. Noć prije, nego je planirao otići, u snu mu se ukazao anđeo Gospodnji i reče: "Josipe, sine Davidov, ne boj se uzeti k sebi Mariju, ženu svoju. Što je u njoj začeto, doista je od Duha Svetoga. Rodit će sina, a ti ćeš mu nadjenuti ime Isus jer će on spasiti narod svoj od grijeha njegovih. (Mt 1,20)" Prema židovskom običaju, otac je imao pravo dati djetetu ime, Josip je dobio tu čast. Josip je uzeo Mariju k sebi i vjerojatno su imali svadbenu svečanost.
Približilo se vrijeme Isusova rođenja. Rimski car August zapovijedio je da se provede popis stanovništva. Svatko je trebao ići u grad svojih predaka. Marija i Josip bili su iz roda kralja Davida pa je za njih popis bio u Betlehemu. U Starome zavjetu je prorokovano, da će se Mesija roditi u Betlehemu. Marija je osjećala trudove pa su tražili smještaj, ali su u gradu svi smještaji bili popunjeni. Sklonili su se u spilju kraj grada, gdje pastiri sklanjaju svoje životinje za nevrijemena. Tu je Marija porodila Isusa, povila ga i smjestila u jasle (Lk 2,7). U blizini su pastiri čuvali stada, prišao im je anđeo Gospodnji i rekao: "Ne bojte se! Evo javljam vam blagovijest, veliku radost za sav narod! Danas vam se u gradu Davidovu rodio Spasitelj – Krist, Gospodin. I evo vam znaka: naći ćete novorođenče povijeno gdje leži u jaslama (Lk 2,10-12). Pastiri su posjetili Isusa, Mariju i Josipa, a "Marija u sebi pohranjivaše sve te događaje i prebiraše ih u svome srcu (Lk 2,19)". Uskoro su se smjestili na bolje mjesto, jer se našao smještaj. 
Četrdeseti dan poslije Isusova rođenja, Marija i Josip prikazali su Isusa u Hramu u Jeruzalemu, što je bio starozavjetni običaj. Prinijeli su žrtvu "kako je rečeno u Zakonu Gospodnjem: dvije grlice ili dva golubića (Lk 2,24)". U Hramu je bio pravedan i pobožan starac Šimun, kojemu je Duh Sveti objavio da će vidjeti Pomazanika Gospodnjega prije smrti. Uzeo je Isusa u naručje, blagoslovio Boga i prepoznao u Isusu obećanoga Mesiju. Mariji je rekao: "Ovaj je evo postavljen na propast i uzdignuće mnogima u Izraelu i za znak osporavan – a i tebi će samoj mač probosti dušu – da se razotkriju namisli mnogih srdaca! (Lk 2,35)" Time je navijestio Isusovu muku i Marijine boli. Tamo je bila i proročica Ana, hvalila je Boga i svima pričala o Isusu. 
Tri kralja s istoka došla su se pokloniti Isusu. Betlehemska zvijezda repatica pokazivala im je put. Putem su bili kod židovskog kralja Heroda, koji im je rekao da mu na povratku jave, gdje je Isus, da mu se i on pokloni. Herod je zapravo želio pogubiti Isusa, jer se bojao da mu ne uzme prijestolje. Tri kralja su se poklonila Isusu uz kojeg su bili Marija i Josip te su darovali tamjan, zlato i plemenitu mast. Kraljevi se nisu vratili Herodu, jer im je anđeo rekao Herodove planove. Kralj Herod izdao je naredbu da se u Betlehemu i okolici ubiju sva djeca do 2 godine starosti. Nisu ubili Isusa, jer je anđeo Gospodnji javio Josipu: "Ustani, reče, uzmi dijete i majku njegovu te bježi u Egipat i ostani ondje dok ti ne reknem jer će Herod tražiti dijete da ga pogubi (Mt 2,14)." Put u Egipat bio je dug i težak kroz pustinju. U Egiptu su bili izbjeglice, teško su živjeli. Kada je umro Herod, anđeo je javio Josipu u Egiptu u snu: "Ustani, reče, uzmi dijete i njegovu majku te pođi u zemlju izraelsku jer su umrli oni koji su djetetu o glavi radili (Mt 2,10)".
Vratili su se u Nazaret u Galileju. Kada je Isusu bilo 12 godina, išli su u Jeruzalem u Hram. Na povratku, Marija i Josip shvatili su da Isus nije u njihovoj skupini, mislili su da je s vršnjacima. Tražili su ga tri dana i tada ga nađu u Hramu, gdje je učeno razgovarao s učiteljima. Marija ga je upitala: "Sinko, zašto si nam to učinio? Gle, otac tvoj i ja žalosni smo te tražili." A on im reče: "Zašto ste me tražili? Niste li znali da mi je biti u onome što je Oca mojega? (Lk 2,48-49)". Vratili su se u Nazaret, Isus im je nadalje bio poslušan. Josip je bio tesar, a Marija je obavljala kućanske poslove. Prije nego što je Isus započeo javno djelovanje, Josip je preminuo u nazočnosti Isusa i Marije. 
Isus je prvo čudo učinio na svadbi u Kani Galilejskoj. Tamo je bio s Marijom i učenicima. Kada je ponestalo vina, Marija je rekla Isusu: "Vina nemaju (Iv 2,3)". On joj je odgovorio: "Ženo, što ja imam s tobom? Još nije došao moj čas! (Iv 2,4)" Nakon toga, Marija je rekla poslužiteljima: "Što god vam rekne, učinite! (Iv 2,5)" I Isus je učinio prvo javno čudo pretvorio je vodu u vino. Učenici su povjerovali da je On obećani Mesija. 
Marija je pratila Isusa na križnome putu. Kada je Isus bio razapet na križ, stajala je ispod križa sa svojom sestrom Marijom Kleofinom i s Marijom Magdalenom (Iv 19,25). Isus je ugledao Mariju uz koju je tada bio i apostol Ivan. Kada ih je vidio rekao je Mariji: "Ženo! Evo ti sina!", a učeniku: "Evo ti majke! (Iv 19,26)" Time je apostol Ivan postao Marijin skrbnik, a Marija simbolički njegova majka, a u širem značenju i Majka svih vjernika. U umjetnosti je česta pojava Piete – Marija uzima u ruke mrtvo Isusovo tijelo, što nije zabilježeno u Evanđeljima, ali nije isključeno da se dogodilo. 
Nakon Isusova uskrsnuća i uzašašća na nebo, Marija je bila u društvu apostola u Jeruzalemu; bili su postojani u molitvi (Dj 1,14). Više se ne spominje, osim u Otkrivenju na više mjesta npr.: "I znamenje veliko pokaza se na nebu: Žena odjevena suncem, mjesec joj pod nogama, a na glavi vijenac od dvanaest zvijezda (Otk 12,1)". Marijina smrt nigdje se ne spominje u Bibliji. Katolici i pravoslavni vjeruju da je uznesena na nebo, što se slavi na blagdan Velike Gospe .

## Stav religija o Mariji

### Katolici o Mariji
Po nauku Katoličke Crkve, Marija, koju evanđelja zovu "Isusova majka" (Iv 2,1; 19,25), prije nego što je rodila svoga Sina, na poticaj Duha, proglašena je "Majkom moga Gospodina" (Lk 1,43). Doista, onaj kojeg je Marija po Duhu Svetom začela kao čovjeka i koji je uistinu postao njezin Sin po tijelu, jest vječni Očev Sin, druga Osoba presvetog Trojstva. Crkva ispovijeda da je Marija zaista Bogorodica "Theotokos" (Vidi: Efeški sabor). Sveta Marija se štuje od najranijih dana kršćanstva, a u prilog tome govore i mnoge molitve upućene Mariji kao zagovarateljici, poput stare molitve Sub tuum iz 3. stoljeća. (Tijekom srednjeg vijeka česti naziv za Svetu Mariju bio je Alma mater).
Iz Evina potomstva Bog je izabrao Djevicu Mariju da bude Majka njegovog Sina. Kao "puna milosti", ona je "najodličniji plod Otkupljenja: već od prvoga časa svog začeća potpuno je očuvana od svake ljage istočnoga grijeha te je cijeloga svog života ostala slobodna od svakog osobnog grijeha (dogma o Bezgrešnom začeću Blažene Djevice Marije) pape Pija IX. iz 1850. Taj blagdan slavi se u Katoličkoj Crkvi 8. prosinca, dok se njeno rođenje slavi 8. rujna (Mala Gospa). Papa Pio XII. proglasio je 1950. dogmu, da je Blažena Djevica Marija »na kraju svoga zemaljskog života, dušom i tijelom uznesena na nebo.« To se u Katoličkoj Crkvi slavi svake godine 15. kolovoza (Velika Gospa). I pravoslavci također slave taj blagdan (Velika Gospojina ili Uspenje Marijino).

#### Dogme o Mariji
Bogorodica (grč. Θεοτόκος Theotokos; strsl. Богородица) je jedan od naslova koji se raznim kršćanskim crkvama pridaje Mariji, Isusovoj majci. Premda se koristio i ranije, ovaj je naziv službeno prihvaćen kao važeći za čitavu Crkvu na Efeškom saboru (431.) godine, u jeku rasprava oko Kristove naravi i sukoba s nestorijanstvom. To je potvrdio i Kalcedonski sabor 451. godine. Naslov Bogorodica izriče uvjerenje da je Marija rodila, ne samo čovjeka Isusa, nego i pravoga Boga, te da je Krist samo jedna osoba s dvije neodvojive naravi. Osobitu ulogu u teološkom definiranju ovog pojma imao je Ćiril Aleksandrijski. U Evanđelju po Luki, Elizabeta je rekla Mariji: "Ta otkuda meni da mi dođe majka Gospodina mojega? (Lk 1,43)". Izraz "majka Gospodina" može se direktno primijeniti na Marijino bogomaterinstvo. Sv. Justin navodi u svojim Djelima da je “Krist, Sin Božji, postao prije jutarnje zvijezde i mjeseca, utjelovljuje se i rodi od te Djevice, potomstva Davidovog” (Djela, 45,4).
Djevica Marija, naziv je koji je uvršten u službenu inačicu molitve Nicejsko-carigradskog vjerovanja, koje je prihvaćeno na Prvom carigradskom saboru 381. godine. Ta dogma govori da je Marija vazda-djevica (grč. ἀειπάρθενος). Bila je djevica i kada je začela Isusa po Duhu Svetome, bez muža te i nadalje, cijeli zemaljski život djevičanski je živjela bez spolnih odnosa. 
Bezgrešno začeće Blažene Djevice Marije katolička je dogma koja tumači da je jedinstvenom Božjom povlasticom Blažena Djevica Marija očuvana od svake mrlje istočnoga grijeha od trenutka svoga začeća. Začeta je biološkim putem od svojih roditelja Joakim i Ana. Također, Marija nije bila lišena milosti posvetne, već je bila puna milosti dobivenih od Boga i živjela je život posve bez grijeha. Dogmu je proglasio papa Pio IX. bulom "Ineffabilis Deus", 1854. godine. Milost nije Marijina zasluga, već Božji dar. Anđeo Gabriel nazvao je Mariju "milosti puna". Sveti Ivan Duns Škot protumačio je kako je Mariju, Bog unaprijed očuvao od zaraze istočnoga grijeha, predodredivši je za majku svoga Sina i to zaslugom Kristova otkupiteljskoga djela
Marija je uznesena na nebo, dušom i tijelom (lat. Assumpta), dogma je koju je proglasio papa Pio XII., bulom "Munificentissimus Deus", 1. studenog 1950. Tome prethodi duga tradicija, stara gotovo kao i samo kršćanstvo. Mnogi crkveni oci i sveci poput sv. Bernarda, sv. Antuna Padovanskoga i dr., kroz stoljeća su razmatrali i pisali o Marijinu uznesenju na nebo.

### Pravoslavni o Mariji
Za pravoslavne vjernike, Marija je sva čista i sva sveta, jer je njenim slobodnim pristankom Bog postao čovjekom. Mariju nazivaju Bogorodicom (grč. Theotókos), Majkom Božjom. Smatraju je i bezgrješnom, jer bez obzira na to što je bila dio griješnog čovječanstva, nije bila sposobna griješiti. Pravednici iz Staroga zavjeta u njoj nalaze svoj vrhunac. U pravoslavnoj duhovnosti zauzima važno mjesto, jer je bila prva koja je slušala Isusove riječi i čuvala ih u svom srcu.  Prema pravoslavnim teolozima, Marija je prototip čovječanstva otkupljenog u Kristu. Pravoslavni smatraju da Marija svojim životom, riječima i gestama upućuje na Krista.

### Protestanti o Mariji
Protestanti Mariju većinom poštuju,[nedostaje izvor] čemu u prilog govore izjave dvojice od utemeljitelja protestantizma:
- Martin Luther: „Mariju nikada ne možemo dovoljno poštovati.”
- Jean Calvin: „Ne možemo zanijekati da je Bog Mariji iskazao najvišu čast kada ju je izabrao za majku svojega Sina.”

Mnogi evanđeoski protestanti ne osporavaju činjenicu da je Luther štovao Mariju, ali smatraju da je njegov stav protivan Bibliji. Protestanti Mariju puno manje slave od katolika jer se boje da ne prekrše Božju zapovijed: Nemaj drugih bogova.

### Muslimani o Mariji
Muslimani iskazuju Mariji posebnu čast, jer je jedina žena, kojoj je u Kuranu posvećeno cijelo poglavlje (19. sura, s naslovom Marjam / Marija). U arapskom jeziku zove se مريم (Maryam) i naziva se majkom 
proroka Isusa (Isa). Kuran navodi također da je Marija bila djevica, ali islam ne pripisuje božanske osobine niti Isusu niti Mariji.

### Mormoni o Mariji
U mormonizmu, Marija je nazvana „najljepšom od djevica”. Mormoni ne vjeruju da je Marija doživotno bila djevica te smatraju da su Isusova braća djeca Marije i njezinog muža.

## Marija i Hrvati
Hrvati su uvijek bili veliki štovatelji Blažene Djevice Marije i njoj su se uvijek u teškim vremenima i trenutcima molili za pomoć. Zvali su je tijekom povijesti "fidelissima advocata Croatiae" (najvjernija odvjetnica Hrvatske) i "kraljica Hrvata". Spjevali su joj brojne pjesme koje se i danas rado pjevaju. 
Već kod prvih hrvatskih knezova i kraljeva isticalo se izvanredno poštovanje prema Presvetoj Bogorodici. 
U selu Biskupija, kod Knina, pronađen je Pralik Gospe Velikoga Zavjeta iz oko 1050. godine. 
Kasnije su štovanje podržavali i širili osobitom revnošću pavlini, franjevci, dominikanci, isusovci.
S pavlinima je vezan razvoj Marijinih svetišta u Remetama i Mariji Bistrici.
Franjevci su podigli svetišta na Trsatu, u Sinju i Iloku.
Dominikanci su posredno ili neposredno uveli u hrvatske obitelji moljenje svete krunice. 
Isusovci su odgojili mnoge mladiće i djevojke pomoću Marijinih kongregacija. 
Godine 1935., zagrebački je nadbiskup Antun Bauer okrunio u Mariji Bistrici, čudotvorni kip Marijin i Malog Isusa zlatnim krunama i proglasio Majku Božju, kraljicom Hrvata. 
U Hrvatskoj su čak 1162 vjerskih objekata i 8 katedrala posvećeno Djevici Mariji. Uznesenju Blažene Djevice Marije (Velika Gospa) posvećene su katedrale u Zagrebu, Splitu, Puli, Dubrovniku, Varaždinu, Poreču i Krku, a Navještenju Blažene Djevice Marije posvećena je katedrala u Gospiću. Uz to, Uznesenju Djevice Marije posvećena je i konkatedrala u Senju i bivša katedrala na Rabu, Naviještenju Djevice Marije posvećena je bivša katedrala u Pićanu te Svetoj Mariji posvećena je bivša katedrala na Osoru. 

### Marijanska svetišta u Hrvatskoj
- Marija Bistrica – nacionalno marijansko svetište. Kip Majke Božje Bistričke potječe iz 15. stoljeća i bio je u crkvi na Vinskom Vrhu. Gospin kip zbog opasnosti od Turaka, premješten je u župnu crkvu u Mariji Bistrici, a 1650. zazidan u jedan prozor. Nastojanjem zagrebačkog biskupa Martina Borkovića, kip je pronađen 1684. i stavljen na počasno mjesto. Od tada počinju brojna hodočašća. Papa Ivan Pavao II. proglasio je kardinala Alojzija Stepinca blaženim, 3. listopada 1998. u Mariji Bistrici, kada je svetište za tu prigodu posebno uređeno i dograđeno.
- Trsat – marijansko svetište u riječkom naselju Trsat. Prema narodnoj tradiciji i pisanim kronikama, na trsatsko brdo 10. svibnja 1291. na čudesan je način iz Nazareta stigla rodna kuća Blažene Djevice Marije. Na tome mjestu kuća je boravila tri godine i na jednako čudesan način prešla u talijanski gradić Loreto (10. prosinca 1294.) gdje se i dan danas nalazi. Taj događaj se toliko dojmio ovdašnjeg naroda da su ljudi odmah počeli hodočastiti na trsatsko brdo. Crkva Blažene Djevice Marije na Trsatu – Gospe Trsatske je najstarije hrvatsko marijansko svetište i odredište mnogih hodočasnika iz zemlje i inozemstva. U njoj se nalazi čudotvorna Marijina slika. Također u sklopu franjevačkog samostana je i kapela Zavjetnih darova, dok se ispred crkve nalazi kip pape Ivana Pavla II., "Trsatski hodočasnik" podignut povodom njegovog 100-og svjetskog hodočašća kada je tom prilikom posjetio Rijeku, Trsat i mnoge hrvatske gradove i svetišta.
- Sinj – najveće marijansko svetište u Dalmaciji. U kolovozu 1715. godine Turci pokušavaju ponovno zavladati Sinjem te ga drže pod dugotrajnom opsadom. O događajima iz tog vremena postoji svjedočanstvo u pisanom obliku na talijanskom jeziku, tzv. "Dnevnik opsade Sinja". Prema njemu, tog kolovoza 1715. godine, hrabri puk Sinja i Cetinske krajine ispisao je najslavnije stranice svoje povijesti. Nakon teške opsade, u noći između 14. i 15. kolovoza, Turci su odustali te su bijegom u Livno potražili sigurnost. Za sobom su ostavili oko 10.000 poginulih i golem ratni plijen. Od samog su početka puk Sinja i njegovi branitelji tu pobjedu pripisivali čudotvornom zagovoru Gospe Sinjske, čija je slika sve vrijeme opsade bila u tvrđavi, kamo je bila prenesena iz franjevačkog samostana podno grada da je Turci ne oskvrnu. U zahvalu na pomoći providur je Balbi s časnicima odmah skupio 80 zlatnika koje su poslali u Veneciju da se skuje zlatna kruna i križ i da se okruni Gospin lik. Pri dnu krune urezao je u dva reda riječi :In perpetuum coronata triumphat-Anno MDCCXV (Zauvijek okrunjena slavi slavlje – godine 1715.).

- Aljmaš – marijansko svetište još od 1704. godine. Na blagdan Velike Gospe ovdje hodočasti velik broj vjernika i turista – godišnje i do 100 000. Crkva Gospe od Utočišta, s kipom Majke Božje, izgrađena je 1864. godine, no ona je sravnjena do temelja u Domovinskom ratu. Na mjestu stare izgrađena je nova crkva, kao moderno arhitektonsko zdanje.
- Remete – marijansko svetište Zagreba. Crkva je osnovana godine 1288. Sagrađena je na mjestu koje prije nije bilo naseljeno, te su se ondje okupljali pustinjaci (eremiti, odatle ime Remete). Svetištem su upravljali pavlini. U 16. st. su svetište poharali Turci koji su preostale pavline odveli i ubili u Vugrovcu. Crkva je kasnije obnovljena i služila je kao župna crkva za naselja sjeverno od Zagreba. 1880. je crkvu poharao Veliki potres, te je obnovljena pod nadzorom Hermanna Bolléa. Nakon Drugog svjetskog rata svetištem upravljaju karmelićani. Gospa Remetska nosi naslov Odvjetnica Hrvatske (Advocata Croatiae), te su joj se kroz povijest molili i utjecali brojni hrvatski vladari i velikani. U crkvi postoje freske pavlinskog slikara Ivana Rangera koje su nažalost većim dijelom nastradale u potresu 1880.
- Pojišan (Split) – marijansko svetište u Splitu. Prvi put se spominje na kamenom natpisu iz 10. stoljeća. Glavno je slavlje na Veliku Gospu 15. kolovoza, kad se ikona Marije Hraniteljice u srebrnom prijestolju ujutro donosi u katedralu da bi se navečer svečano, na ramenima pučana i mornara, u pratnji nadbiskupa, kanonika, svećenstva i desetaka tisuća vjernika, ulicama grada vratila u svetište na Pojišanu. Čudotvorna slika u prošlosti je često donošena u grad i ostajala ondje dok ne bi prošle opasnosti od ratova, epidemija, suša, gladi.
- Trški Vrh – marijansko svetište sv. Marije Jeruzalemske na Trškom vrhu kod Krapine. Nakon donošenja Marijina kipa iz Jeruzalema 1669., crkva je sagrađena 1761. godine. Unutrašnjost crkve je 1772. oslikao Anton Lerchinger. Dekorativni oslik s figuralnim prikazima ispunjava sve zidne površine. Središnji prizor na svodu i lukovima broda prikazuje Uzašašće Marijino s puno anđela, oko kojega su prozori iz Starog zavjeta. U lunetama su prizori iz života Bogorodice, a u uglovima četiri evanđelista. Na svođenom trijumfalnom luku je Škapularska Marija sa sv. Dominikom i sv. Marijom Velikom. Vješto je izvedena i kompozicija našašća čudotvornog kipića Marije s djetetom što ga je iz Jeruzalema donio Stjepan Balagović na dar bratu Nikoli. Pojedini prizori popraćeni su natpisima na vrpcama. Cijeli je ciklus oslikan živim bojama.

- Solin – marijansko svetište Gospe od Otoka. Već u 10. stoljeću na tom mjestu bile su dvije crkve: Blažene Djevice Marije i sv. Stjepana, koje je dala sagraditi hrvatska kraljica Jelena Slavna. Splitski kroničar Toma Arhiđakon napisao je kako su se u predvorju crkve sv. Stjepana pokapali hrvatski kraljevi[13] Don Frane Bulić našao je nadgrobni natpis kraljice Jelene 1898. godine. Poslije odlaska Turaka, sagrađena je crkva Gospe od Otoka. Izgorijela je 1875., a sadašnja je sagrađena 1878. godine.
- Ilača –  marijansko svetište Gospe "na Vodici" u Srijemu, čije štovanje je odobrio biskup Strossmayer. Prema priči, 1865. godine pojavio se izvor. Jedan mještanin želio ga je koristiti za napajanje stoke. Te večeri, Djevica Marija se prema priči ukazala jednom drugom mještaninu i poručila da je izvor namijenjen ljudima, da piju vodu i ozdravljaju. Kasnije je na tom mjestu sagrađena kapelica i zabilježena su čudesna ozdravljenja.
- Molve – marijansko svetište Majke Božje Molvanske, s veličanstvenom župnom crkvom Uznesenja Marijina, iz 1862. godine, najveće je u Podravini. Kapela Blažene Djevice Marije spominje se od 1501. godine. Iz srednjovjekovne kapele sačuvao se drveni gotički kip Majke Božje, nastao oko 1470. godine. Mještani su pred strahom od Turaka zakopali kip i pobjegli. Prigodom poljoprivrednih radova ponovno je pronađen. Čudotvornost kipa Molve je pretvorilo u marijansko svetište i hodočasničko odredište. Kip se nalazi u kapeli Majke Božje Molvanske, na groblju.
- Nin – marijansko svetište Gospa od Zečeva. Davne 1516. godine Blažena Djevica Marija ukazala se pastirici na otočiću Zečevu,u samom srcu Ninske biskupije. Brojna svjedočanstva tog ukazanja navela su biskupa Jurja Divnića da na dan ukazanja, 5. svibnja, utemelji blagdan Gospe od Zečeva koji se u okolici Nina obilježava još od tih dana. Vjernici dolaze iz raznih krajeva i hodočaste Blaženoj Djevici Mariji zbog potvrđenih čudotvornih događanja koja su se zbila tijekom proteklih pet stotina godina, a svakog 5. kolovoza kip Djevice prenosi se brodicama na mjesto ukazanja. Kip se nalazi u Ninskoj župnoj crkvi sv. Anzelma
- Pleternica – marijansko svetište Gospe od Suza iz 1955. godine. Nastalo je po uzoru na svetište Gospe od Suza na Siciliji. Sirakuški biskup darovao je blagoslovljenu sliku Gospe od Suza 1958. godine. Povodom 50. godišnjice, službeno je proglašeno svetištem 2005. godine.
- Vepric – marijansko svetište u blizini grada Makarske. Nastalo je 1908. godine po uzoru na Lourdes. Osnovao ga je splitsko-makarski biskup Juraj Carić, koji je po svojoj želji u svetištu i pokopan 1921. godine. Svetište čine špilja s Gospinim kipom, kapela, oltar na otvorenom, postaje križnog puta i dr.
- Voćin – marijansko svetište Pohođenja Blažene Djevice Marije. Prva gotičkacrkva potječe iz 15. stoljeća. Spaljena je u Drugom svjetskom ratu, obnovljena i ponovno razrušena u Domovinskom ratu do temelja te je do kraja 2008. godine ponovno obnovljena.
- Dragotin – marijansko svetište, 10 km od Đakova, staro oko 700 .
- Primošten – marijansko svetište, monumentalni Kip Gospe od Loreta.
- Borovo Naselje – svetište Vukovarske ranjene Gospe (Majke povratnika)[14]

## Marijanska svetišta u svijetu
- Lourdes, Francuska: Gospa se ukazala Bernardici Soubirous 1858. godine, ukupno 18 puta. Prilikom ukazanja 25. ožujka, Gospa je izjavila: "Ja sam Bezgrješno začeće", čime je potvrdila istinost dogme o Bezgrešnom začeću, koju je proglasio papa Pio IX. u poslanici "Ineffabilis Deus", 8. prosinca 1854. godine. Lourdes je jedno od najposjećenijih marijanskih svetišta u svijetu. Svetište su pohodili šest papa. Proslavljena je 150. godišnjica ukazanja, 2008. godine.

- Fátima, Portugal: Gospa se ukazala u Fatimi trojici djece šest puta 1917. godine. Poručila je da Isus želi da se ustanovi pobožnost Njenom Prečistom Srcu, preporučila je svakodnevnu molitvu krunice. Gospa je navijestila II. svjetski rat, širenje komunizma, glad, progonstvo Crkve i pape, ako se ne ispune Njeni zahtjevi da se Rusija posveti Njenom Prečistom Srcu, te kao zadovoljštinu – svetu Pričest u prvih pet subota u mjesecu. Ako se ispune zahtjevi, Rusija će se obratiti i mir će zavladati. Prilikom posljednjeg ukazanja, dogodilo se Čudo Sunca koje je vidjelo od 50 000 do 70 000 ljudi. Poput velike vatrene kugle Sunce se kretalo strelovitom brzinom, okretalo se oko svoje osi. Prelijevali su se svjetlucavi tonovi i mnogo raznih boja. Trajalo je oko 10 minuta, vidjelo se i s udaljenosti od 40 km. Sunce se nakon toga vratilo na isto mjesto i normalno sijalo. Bio je objavljen članak u novinama o tome.

- Campinas, Brazil: Gospa se ukazala sestri Amalia 1930-ih. Sestra Amalija bila je jedna od osnivačica Kongregacije misionarskih sestara raspetoga Isusa. Pobožnost do suzama Marije izražava kroz molitvu krunicu i korištenje medalju. Priznato je od Katoličke Crkve.
- Czestochowa, Poljska:  Glavno marijansko svetište poljskog naroda. Marija se naziva Crna Gospa iz Częstochowe i «Gospa od Jasne Gore». U svetištu postoji ikona, koja prikazuje Isusa i Mariju, za koju se smatra, da ju je naslikao sv. Luka na dasci stola koju je sam Isus napravio te da ju je spasila sv. Jelena Križarica i donijela u Carigrad u 4. stoljeću. Godine 1430. izgrađena je velika gotička katedrala. Kasnije je s tim svetištem nekoliko puta bila povezana sudbina same Poljske. Čak su i za vrijeme II. svjetskog rata ljudi onamo išli na tajna hodočašća da prikupe duhovnu snagu protiv nacista, a to se događalo još mnogo više kada je Poljska došla pod utjecaj Sovjetskog Saveza. Dolazak u to svetište pape Poljaka, Ivana Pavla II. bez sumnje je odigrao veliku ulogu u svrgavanju komunizma u Poljskoj deset godina kasnije i kasnijem porazu komunizma u istočnoj Europi i Sovjetskom Savezu.
- Loreto, Italija: Legenda govori da je u noći 10. prosinca 1294. na obale Italije, na krilima anđela, iz Palestine donesena Sveta kućica iz Nazareta. U kršćanstvu se vjeruje kako je u ovoj kući živjela Marija, Isusova majka i njoj joj je anđeo Gabrijel navijestio da će začeti Isusa po Duhu Svetome. Kuća se nalazila u Nazaretu, a premještena je nakon što su muslimani osvojili područje oko Nazareta. Nakon što je proputovala Dalmaciju, tri se godine nalazila na Trsatu, danas dijelu grada Rijeke, da bi je jedne noći prenijeli u Loreto. Dana 12. rujna 1920., dekretom pape Benedikta XV., Majka Božja Loretska (tal. Madonna di Loreto) svečano je proglašena zaštitnicom zrakoplovaca i samoga grada koji je zadobio neovisnost još u 15. stoljeću odlukom pape Siksta V. Daljnji razvoj ostao je usko vezan uz ovu legendu te se grad razvijao kao hodočasničko odredište i stjecište mnogih svjetskih putnika. Već je 1482. potvrđen kao važan trgovački centar s rastućim brojem stanovnika i radnika te je zabilježen i porast otvaranja različitih seoskih gospodarsava i obrtničkih radionica. Iste je godine sagrađena i bolnica kao i svratište, namijenjeni došljacima iz cijeloga svijeta, koji su u Loretu tražili smještaj i posao.
- Meksiko: Gospa od Guadalupe ukazala se Juanu Diegu Cuauhtlatoatzinu na brdu blizu glavnog grada Ciudad de México od 9. do 12. prosinca 1531. godine. Obratila mu se na njegovom jeziku i tražila da se na tom mjestu sagradi crkva u njenu čast. Na odjeći Juan Diega, čudesno je nastao otisak slike Gospe, koji i danas postoji i čuva se u bazilici. Nakon ukazanja, milijuni Meksikanaca postali su katolici. Svetište je jedno od najposjećenijih katoličkih svetišta na svijetu. Priznato je od Katoličke Crkve.
- La Salette, Francuska: Prema navodima vidioca, 19. rujna 1846. ukazala se Gospa djeci dok su čuvali krave na planini iznad La Salette. Melanie Mathieu Calvat, u dobi od petnaest godina, i Maximin Giraud, u dobi od jedanaest godina bili su zapanjeni pojavom lijepe dame u krugu sjajnog svjetla divno odjevene, ali uplakane. Dala im je poruku upućenu "svom njezinom narodu". Gospa se samo jednom ukazala djeci, ali razbuktala se velika pobožnost prema Mariji i nekoliko papa odobrilo je pobožnost, koja se tamo razvila.
- Knock, Irska: Marijansko svetište u Irskoj. Gospa se ukazala većem broju ljudi 21. kolovoza 1879. godine. Bila je u bjelini s krunom na glavi gledajući prema nebu. S njene lijeve strane stajao je sv. Ivan Evanđelist, koji je imao otvorenu knjigu u lijevoj ruci. S desne strane stajao je sv. Josip, koji je svojim držanjem predstavljao skrušenu vjeru i pouzdanje u Boga. Desno od sv. Ivana bio je oltar kako je opisan u knjizi Otkrivenja: Isus kao Jaganjac s potokom krvi, koji istječe iz Isusova Presvetog Srca.[15] Na mjestu ukazanja sagrađena je velika bazilika, koju posjeti velik broj vjernika iz cijelog svijeta. Svetište je posjetio i papa Ivan Pavao II. 1979. godine.
- Garabandal, Španjolska: Vjeruje se da su četvero djevojčica doživjele ukazanja Gospe i sv. Mihaela od 1961. do 1965. godine. Događali su se nadnaravni događaji, od kojih su neki fotografirani i snimljeni. Postoji svetište San Sebastián de Garabandal. Katolička Crkva je istraživala događaje i ustvrdila, da ništa nije protivno vjeri, ali nije službeno priznala ukazanja.
- La Vang, Vijetnam: Godine 1798., katolici su bili proganjani u Vijetnamu. Sklonili su se u prašume, gdje su se i razboljevali. Jednom dok su se molili, ukazala im se Gospa s Djetetom Isusom u naručju i s dvoje anđela kraj njih. Gospa je bila odjevena u tradicionalnu vijetnamsku odjeću, ohrabrila ih je i poručila im, koje je lišće lijek za njihove bolesti. Na mjestu ukazanja, nastala je bazilika, koja je razorena, ali je obnovljena 2008. godine. Katolička Crkva nije službeno priznala ukazanje, ali podupire svetište.
- Walsingham, Engleska: Prema legendi, plemiću Richeldisu de Faverches ukazala se Gospa 1061. godine i poručila mu da napravi repliku kuće Svete Obitelji iz Nazareta u čast događaja, kada je anđeo Gabrijel navijestio Mariji da će začeti Isusa po Duhu Svetome. On je načinio drvenu kućicu u koju je postavio kip Marije s Djetetom Isusom u krilu. To je bilo jedno od glavnih svetišta sjeverne Europe dugo vremena. Obnovljeno je u posljednjih 100 godina i obnovljena su hodočašća.

## Marijanske pobožnosti
- Molitve – Postoji veći broj molitvi vezanih uz Djevicu Mariju. Najpoznatija je Zdravo Marijo (lat. Ave Maria). Postupno je nastajala kroz stoljeća. Početak molitve je iz Evanđelja po Luki, a ostalo je dodano u srednjemu vijeku. Anđeo Gospodnji (lat. Angelus) je molitva koja se moli svaki dan u 7, 12 i 19 sati u spomen na Navještenje Gospodinovo, događaj kojim je arkanđeo Gabrijel navijestio Mariji da će začeti Isusa po Duhu Svetomu. Molitva je stara oko 700 godina, početci su vezani uz franjevce. U uskrsno vrijeme od Velike subote do blagdana Presvetoga Trojstva umjesto molitve Anđeo Gospodnji moli se molitva Kraljice neba (lat. Regina Coeli), koja potječe iz 12. stoljeća. Molitva Zdravo Kraljice (lat. Salve Regina) je antifon, koji se moli i pjeva u različitim prilikama, nastala je u srednjem vijeku. Veliča (lat. Magnificat) je molitva nastala od Marijinih riječi, koje je rekla za pohoda svojoj rođakinji Elizabeti (Lk 1, 46-55). U njoj se Marija veseli što će postati majkom Isusovom i tumači njegovo začeće kao primjer kako Bog uzdiže ponizne i ponizuje ohole, moćne i bogate i o tome kako Bog postupa prema Izraelu (simboličkim govorom, prema Crkvi). Šibenska molitva je hrvatska marijanska molitva iz 14. stoljeća i jedan od prvih poznatih hrvatskih latiničkih jezičnih i književnih spomenika, a godinama je smatrana i najstarijim.
- Pjesme – Stala plačuć' tužna mati (lat. Stabat Mater) je pjesma, koja se pjeva za vrijeme pobožnosti Križnoga puta. U njoj se ističu Marijina tuga i bol u proživljavanju Isusove muke i smrti na Kalvariji. Nastala je u 13. stoljeću i doživjela je velik broj obrada mnogih skladatelja. Zdravo Djevo je među najpoznatijim hrvatskim marijanskim pjesmama. Napisao ju je franjevac Petar Perica 1904. godine. Ostale poznatije marijanske pjesme su: Djevice nevina, majčice blaga, Kao Marija, Kraljice svete Krunice, Ljiljane bijeli nebeskog kraja, Sred lurdske pećine Gospa se javi, Majko Božja Bistrička i ine.

- Krunica (ružarij) – Poznata marijanska pobožnost. Osmislio ju je njemački dominikanac Heinrich Seuse. Sastoji se od niza molitvi pod nazivom Zdravo Marijo. Na početku svakih deset Zdravo Marija umetnut je Oče naš, koji molitvu dijeli na desetice, nakon kojih se izgovara Slava Ocu. Krunica ima pet desetica. Sastoji se od ukupno 15 otajstava, koja su podijeljena na tri jednaka dijela tj. tri tematska kruga, koji obuhvaćaju Isusov život i tako se na temelju biblijskih teksta razmišlja o radosnim, svjetlosnim, žalosnim i slavnim otajstvima. U povodu Velikoga jubileja, 2000. g. papa Ivan Pavao II. uveo je četvrto otajstvo pod nazivom otajstvo svjetla.
- Pet prvih subota – Pobožnost je nastala nakon ukazanja Djevice Marije Lúciji dos Santos u Pontevedri u Španjolskoj 1925. godine, kada je Marija tražila ustanovljenje te pobožnosti. U prvih pet subota u mjesecu (prva subota u siječnju, prva subota u veljači itd.), vjernici se: 1. ispovijede i pričeste; 2. izmole jedno otajstvo svete Krunice; 3. razmatraju četvrt sata o otajstvima svete Krunice; 4. imaju nakanu dati zadovoljštinu Bezgrješnomu Srcu Marijinu.
- Marijanski mjeseci – Kršćani od davnina pojedinim mjesecima u godini pridodaju posebne oblike marijanske pobožnosti, kada se još više mole Mariji te razmatraju njezin život i značenje. Za katolike to su svibanj i listopad, a u nekim krajevima južne polutke studeni umjesto listopada. Istočni kršćani bizantskoga obreda Mariju posebno slave kroz kolovoz, a egipatski Kopti u prosincu i siječnju.[16]
- Litanije lauretanske – Nastale su u talijanskom marijanskom svetištu u Loretu. Sastoje se od zaziva Mariji, nakon kojih slijedi molba »moli za nas«. Zazivi potječu iz pojedinih svečanih pjesmi ili propovijedi o Mariji u kojima se Mariju opisuje pojedinim biblijskim ili životnim slikama.
- Sedam Marijinih žalosti – Sveta Brigita imala je više ukazanja za svoga života. U jednome od tih ukazanja, Marija je objavila svetici ovu pobožnost. Marija je mnogo trpjela i ova pobožnost je razmišljanje o njenim patnjama i suzama. Obećala je milosti, onima koji će moliti (svaki dan) i širiti ovu pobožnost. Pobožnost se sastoji u svakodnevnom čitanju kratka uvodnna tekst za pojedini dan i molitve sedam Zdravo Marijo (u čast sedam Marijinih žalosti). Sveta kongregacija za širenje vjere i papa Klement XII. odobrili su pobožnost. Tih sedam žalosti su: Šimunovo proročanstvo, bijeg u Egipat, traženje Isusa u hramu, Marijin susret s Isusom na Križnomu putu, Marija pod Isusovim križem, polaganje Isusova tijela u Marijine ruke (Pieta) i Isusov pogreb, Marijine suze i samoća.
- Čudotvorna medaljica – Nastala je nakon što se Marija ukazala redovnici Catherine Labouré u Parizu 1830. godine i poručila joj neka napravi medaljicu s prizorom koji je vidjela tijekom ukazanja. Prva medaljica iskovana je uz dopuštenje pariškoga nadbiskupa 1832. U sljedeće četiri godine, izrađeno je osam milijuna medaljica. Dogodile su se brojne milosti, onima koji su nosili medaljicu pa je prozvana čudotvornom. Među najpoznatijim čudesima je obraćenje Židova Alonsa Ratibonnea 20. siječnja 1842. u rimskoj crkvi sv. Andrije dellla Fratte. Poljski franjevac sv. Maksimilijan Kolbe u velikoj je mjeri širio čudotvorne medaljice.
- Pobožnost Triju Zdravo Marija – Nastala je tako što se Marija ukazala sv. Matildi, iznoseći joj molitvu i milosti koje zadobivaju njezini širitelji. Papa Benedikt XV. podigao je u čast nadbratovštine apostolat širenja pobožnosti Triju Zdravo Marija, Ivan XXIII. je u svibnju 1959. Udijelio apostolski blagoslov štovateljima pobožnosti, što je ponovio i papa Pavao VI. je 29. ožujaka 1959.[17][18]

## Marijanske svetkovine i blagdani
Crkva od svojega početka Mariji iskazuje posebno štovanje. Tijekom stoljeća nastali su mnogi blagdani u čast Mariji. Danas se tijekom crkvene godine slavi trinaest marijanskih svečanosti. Među najvažnijima su tri svetkovine: svetkovina svete Bogorodice Marije (1. siječnja), Uznesenje Blažene Djevice Marije ili Velika Gospa (15. kolovoza) i Bezgrešno začeće Blažene Djevice Marije (8. prosinca). Dva blagdana su: Rođenje Blažene Djevice Marije ili Mala Gospa (8. rujna) i Pohođenje Blažene Djevice Marije (31. svibnja). Četiri obavezna spomendana su: Spomen Blažene Djevice Marije Kraljice (22. kolovoza), Spomen Blažene Djevice Marije Žalosne (15. rujna), Spomen Blažene Djevice Marije od svete Krunice (7. listopada) i Prikazanje Blažene Djevice Marije (21. studenog). Četiri neobavezna spomendana su: Spomen Majke Božje Lourdeske (11. veljače), Bezgrješno Srce Marijino (subota nakon svetkovine Presvetoga Srca Isusova, Spomen Majke Božje Karmelske (16. srpnja) i Posveta bazilike Majke Božje Velike (5. kolovoza).

## Galerija
- Tizian: Uznesenje Djevice Marije
- Filippo Lippi: Madona s Djetetom
- Leonardo da Vinci:Djevica i Dijete sa sv. Anom
- Sandro Botticelli: Proslava Marije
- Rafael:Madona od Granduca
- Bartolomé Esteban Murillo:Madona
- El Greco: detalj sa slike Sveta Obitelj sa sv. Anom
- Francisco de Zurbarán: Bezgrješno začeće